# Bernhard von Schkopp
Otto Bernhard von Schkopp (né le 5 février 1817 à Polßen et mort le 8 octobre 1904 à Wiesbaden) est un général d'infanterie prussien et gouverneur de Strasbourg.

## Biographie

### Origine
Bernhard est le fils de Heinrich Gotthard Bogislav von Schkopp (de) (1782-1852), ancien capitaine du 12e régiment de dragons "von Brüsewitz (de)" et inspecteur du télégraphe à Paderborn, et de son épouse Wilhelmine Elisabeth, née von Hanff (morte en 1820).

### Carrière
Schkopp étudie au lycée de Joachimsthal de Berlin et étudie la théologie à Bonn et à Berlin. À Bonn, il devient membre du Corps Rhenania (de) en 1836. Le 1er avril 1840, il s'enrôle comme fusilier avec promotion dans le 13e régiment d'infanterie, est muté au 37e régiment de fusiliers comme sous-lieutenant en 1841, et sert comme adjudant régimentaire de 1843 à 1847. Le 5 août 1843, il est transféré au 25e régiment d'infanterie (de) et en 1848, il est nommé adjudant au commandement général du 8e corps d'armée. Le 16 janvier 1849, tout en restant dans ce commandement, il est promu premier lieutenant au 30e régiment d'infanterie, et en 1852 capitaine au 36e régiment de fusiliers. En 1856, il devient commandant de compagnie au 35e régiment de fusiliers. En août 1857 il rejoint le Grand État-Major, en janvier 1858 il rejoint l'État-Major du 11e division d'infanterie.
En mars 1858, Schkopp devient commandant du 2e bataillon du 18e régiment d'infanterie (de), puis commandant de bataillon dans le 58e régiment d'infanterie (pl) et est promu lieutenant-colonel le 18 octobre 1861. En août 1864, il est muté au ministère de la Guerre en tant que chef de division et est promu colonel le 18 juin 1865. Lors de la campagne contre l'Autriche en 1866, il commande le régiment d'infanterie de réserve poméranien dans le 2e corps d'armée de réserve. Le 4 avril 1867, il est nommé commandant du 68e régiment d'infanterie (de). À partir de juin 1869, il est général de division et commandant de la 44e brigade d'infanterie. Il participe à la guerre franco-prussienne de la bataille de Frœschwiller-Wœrth à Paris en tant que chef de la 22e division d'infanterie. Pendant le siège de Paris, il est le chef de la 21e division d'infanterie. Décoré des deux classes de la croix de fer, Schkopp est nommé commandant de la 27e brigade d'infanterie après la signature de la paix le 17 juin 1871. Il est ensuite affecté, à partir du 12 avril 1873, au commandement de la 31e division d'infanterie et à ce titre, il est promu le 2 septembre 1873 Generalleutnant. Le 26 janvier 1878, il devient gouverneur de Strasbourg. Par considération pour la santé de sa femme, Schkopp donne sa démission au printemps 1881. Celui-ci lui est accordé le 12 mars 1881, avec attribution simultanée du caractère de général d'infanterie.

### Famille
Schkopp se marie deux fois. Le 2 juin 1849, il épouse à Luxembourg Louise Charlotte Amalie Wilhelmine Emilie (1827-1853), fille du général Wilhelm von Wentzel (de) (1791-1868). Après sa mort, il se marie le 31 octobre 1855 à Wallau Amalie Henriette Karoline, née baronne von Breidenbach zu Breidenstein (de) (1829–1897).

## Décorations
- Chevalier de la Légion d'honneur le 21 août 1852
- Ordre de l'Osmaniye de 3e classe le 10 septembre 1867
- Commandant de 1re classe de l'ordre du Faucon blanc avec des épées le 18 mars 1871
- Grand Commandeur de l'Ordre bavarois du Mérite militaire le 11 mai 1871
- Grand-Croix de l'Ordre d'Albert le 18 janvier 1875
- Ordre de l'Aigle rouge de 1re classe avec feuilles de chêne le 18 janvier 1877
- Croix et étoile du commandeur de l'ordre de la maison royale de Hohenzollern le 23 septembre 1879